# بندیکت فرناندز
بندیکت فرناندز (انگلیسی: Benedikt Fernandez؛ زادهٔ ۸ ژانویهٔ ۱۹۸۵) بازیکن فوتبال اهل آلمان است.
از باشگاه‌هایی که در آن بازی کرده‌است می‌توان به باشگاه فوتبال زاربروکن و باشگاه فوتبال بایر ۰۴ لورکوزن اشاره کرد.